# Ed Gein, le boucher
Ed Gein, le boucher (In the Light of the Moon) est un film américain réalisé par Chuck Parello, sorti en 2000.

## Synopsis
1957. Dans la petite ville tranquille de Plainfield, Ed Gein mène une vie ordinaire dans la ferme familiale. Mais la ferme est isolée, les parents d'Ed sont morts et les récoltes ont pourri depuis longtemps. Et ses fantômes le hantent.

## Fiche technique
- Titre : Ed Gein, le boucher
- Titre original : In the Light of the Moon
- Réalisation : Chuck Parello
- Scénario : Stephen Johnston
- Production : Mark Boot, Hamish McAlpine, Michael Muscal, Karen Nicholls, Scarlett Pettyjohn et Steve Railsback
- Sociétés de production : Tartan Films et Unapix Entertainment Productions
- Musique : Robert McNaughton
- Photographie : Vanja Cernjul (de)
- Montage : Elena Maganini (en)
- Décors : Mark Harper
- Costumes : Niklas J. Palm
- Pays d'origine : États-Unis
- Format : Couleurs - 1,85:1 - Dolby - 35 mm
- Genre : Biographie, horreur, thriller
- Durée : 89 minutes
- Dates de sortie : octobre 2000 (festival de Sitges), 4 mai 2001 (États-Unis), 18 avril 2002 (sortie vidéo Canada)

## Distribution
- Steve Railsback (VF : Bernard Bollet) : Ed Gein
- Carrie Snodgress (VF : Anne Jolivet) : Augusta W. Gein
- Carol Mansell (VF : Marie-Madeleine Burguet-Le Doze) : Collette Marshall
- Sally Champlin (en) (VF : Perrette Pradier) : Mary Hogan
- Steve Blackwood (VF : Gabriel Le Doze) : Brian
- Nancy Linehan Charles : Eleanor
- Bill Cross : George Gein
- Travis McKenna : Ronnie
- Jan Hoag : Irene Hill
- Brian Evers : Henry Gein
- Pat Skipper : le shérif Jim Stillwell
- Craig Zimmerman (af) : Pete Anderson
- Nicholas Stojanovich : Dale
- Dylan Kasch : Melvin
- Tish Hicks : Leigh Cross

## Autour du film
- Le tournage s'est déroulé à Los Angeles.
- L'histoire du tueur en série Ed Gein a inspiré de nombreux films tels que Three on a Meathook (en) (1972), Deranged ou Massacre à la tronçonneuse (1974).
- La maison des Anderson où Ed Gein est capturé à la fin du film est la même que celle de la famille Jarvis dans Vendredi 13 : Chapitre final (1984).
- Passionné par les tueurs en série, le réalisateur Chuck Parello a également raconté l'histoire d'Henry Lee Lucas dans Henry, portrait d'un serial killer 2 (1998) et celle de Kenneth Bianchi dans The Hillside Strangler (en) (2004).

## Distinctions
- Prix du meilleur film et du meilleur acteur pour Steve Railsback, lors du Festival international du film de Catalogne en 2000.
- Prix du meilleur acteur pour Steve Railsback et de la meilleure actrice pour Sally Champlin, lors du Fantafestival en 2001.
- Nomination au prix du meilleur film, lors du festival Fantasporto en 2001.